# Темпл (Пенсилванија)
Темпл (енгл. Temple) насељено је место без административног статуса у америчкој савезној држави Пенсилванија.

## Демографија
По попису из 2010. године број становника је 1.877.
| Група             | 2000.    | 2010.         |
| Белци             | 0 (0,0%) | 1.453 (77,4%) |
| Афроамериканци    | 0 (0,0%) | 78 (4,2%)     |
| Азијати           | 0 (0,0%) | 18 (1,0%)     |
| Хиспаноамериканци | 0 (0,0%) | 315 (16,8%)   |
| Укупно            | 0        | 1.877         |